# Anne Nikitin
Anne Nikitin (* 20. Jahrhundert in Kanada) ist eine kanadische Filmkomponistin.

## Leben und Karriere
Nikitin wurde in Kanada als Tochter von Einwanderern aus Rumänien und Polen geboren. Sie wuchs in verschiedenen Ländern auf. Nach eigenen Angaben hörte sie schon als Kind viele verschiedene Arten von Musik und begann selbst Klavier zu spielen. Die Musik des Films Das Piano erweckte ihr Interesse an Filmmusik und den Wunsch, selbst zu komponieren. Sie studierte nach ihrem Schulabschluss Komposition an der McGill University in Montreal und beschäftigte sich intensiv mit Avantgarde-Musik. 2001 erhielt sie den SOCAN-Preis für junge Komponisten in Kanada. Sie setzte ihre Ausbildung am Royal College of Music in London fort und graduierte im Fach Komposition für die Leinwand mit einem Master.
Nachdem sie 2006 den BBC New Talent, New TV Composers Preis gewonnen hatte, erhielt sie zahlreiche Aufträge bei großen Fernsehsendern, diese waren anfangs vorwiegend für Dokumentarfilme. Sie begann mit der Filmmusik für Bart Laytons The Imposter. Ihre Komposition für den von der BAFTA-prämierten Film wurde von der Zeitung The Guardian als „a classy score“ (eine erstklassige Partitur) beschrieben. Nikitin schrieb in der Folge  noch für viele andere Filme und TV-Serien, wie zum Beispiel für American Animals, Fate: The Winx Saga oder One Day.
2022 komponierte sie für den Londoner Lightroom die Musik zu deren Show The Moonwalkers: A Journey with Tom Hanks. In dieser Show mit Projektions- und Audiotechnologie berichtet Tom Hanks über das Abenteuer der Mondlandung, dazu spielt das Royal Philharmonic Orchestra von Nikitin komponierte Musik, während die Zuschauer Bilder von der Mondlandung sehen. Richard Slaney, Produzent von The Moonwalker sagte über die Musik: „Anne´s music has an incredible richness and depth to it.“ (Annes Musik hat einen unglaublichen Reichtum und Tiefe.)
Nikitin hat eine Vorliebe für düstere, stimmungsvolle und atmosphärische Musik, die sowohl aus Orchesterpartituren als auch aus Synthesizerklängen und zarten Klavierrefrains bestehen können und somit ein breites Spektrum von Genres abdecken. Charles Steinberg schrieb auf Spitfire Audio über ihre Musik:

“Anne Nikitin has made a name for herself as a score composer by reliably amplifying tension and anticipation in productions belonging to the genres of documentary and narrative drama. She wields musical language that crystallizes climax and nimbly dances through ambiguity, keeping the viewer locked in the frames. If the subject matter and plot are the fish hooks, Nikitin's music moves through the story like the line of a fly fisherman, mesmerically luring you in.””

„Anne Nikitin hat sich als Filmkomponistin einen Namen gemacht, indem sie zuverlässig Spannung und Vorfreude in Produktionen aus den Genres Dokumentarfilm und narratives Drama steigert. Sie verfügt über eine musikalische Sprache, die Höhepunkte herauskristallisiert und geschickt durch Mehrdeutigkeiten tanzt, um den Zuschauer im Bild zu halten. Wenn das Thema und die Handlung die Angelhaken sind, bewegt sich Nikitins Musik durch die Geschichte wie die Schnur eines Fliegenfischers und lockt den Zuschauer auf hypnotische Weise an.“

Anne Nikitin ist stimmberechtigtes Mitglied der British Academy of Film and Television Arts, The Ivors Academy und der Academy of Motion Picture Arts and Sciences. Sie lebt mit ihren zwei Kindern in London.

## Auszeichnungen
- 2001 SOCAN Prize - Young Composers of Canada, Godrey Ridout 2nd Prize[7]
- 2006 BBC New Talent, New TV Composers
- 2019 nominiert für den Ivors Novello Awards - Best Original Film Score für American Animals[8]
- 2021 Music + Sound Award Best Original Composition Film and TV Programme Titels für die Musik der TV-Serie Little Birds
- 2023 Music + Sound Award Best Television Soundtrack für die Musik der TV-Serie Dangerous Liaisons

## Filmografie (Auswahl)
- 2012: Der Blender – The Imposter (The Imposter)
- 2015: Freistatt
- 2015: Chuck Norris und der Kommunismus (Chuck Norris vs. Communism, Dokumentarfilm)
- 2016: Der wunderbare Garten der Bella Brown (This Beautiful Fantastic)
- 2018: American Animals
- 2018: Das Gesetz der Serengeti (Serengeti Rules, Dokumentarfilm)
- 2018: Calibre – Weidmannsunheil (Calibre)
- 2018: Der Schlächter von Bosnien – Der Mladic-Prozess (The Trial of Ratko Mladic, Dokumentarfilm)
- 2018: Mrs. Wilson (Fernsehdreiteiler)
- 2019: Unantastbar – Der Fall Harvey Weinstein (Untouchable, Dokumentarfilm)
- 2019: Bruno
- 2019: Lost Girls
- 2020: Das fahle Pferd (The Pale Horse, Miniserie, 2 Episoden)
- 2020: Vier Kids und der magische Sandelf (Four Kids and It)
- 2020: Little Birds – Stadt ohne Tabus (Little Birds, Fernsehserie, 6 Episoden)
- 2020: Stardust
- 2021: Fate: The Winx Saga (Fernsehserie, 13 Episoden)
- 2021: Last Train to Christmas
- 2022: Mysterium Marilyn Monroe: Die ungehörten Bänder (The Mystery of Marilyn Monroe: The Unheard Tapes, Dokumentarfilm)
- 2022: The Dropout (Miniserie, 6 Episoden)
- 2022: Gefährliche Liebschaften (Dangerous Liaisons, Fernsehserie, 8 Episoden)
- 2023: I.S.S.
- 2023: Hijack (Fernsehserie, 7 Episoden)
- 2024: Mothers’ Instinct
- 2024: Zwei an einem Tag (One Day, Miniserie, 14 Episoden)
- 2024: Little Wing
- 2024: Scoop – Ein royales Interview (Scoop)